# Programas de investidores imigrantes
Os programas de investidores imigrantes são programas que permitem aos indivíduos obter a residência de um país mais rapidamente em troca de investimentos qualificados.
De um modo geral, os programas oferecem nacionalidade por investimento ("passaporte dourado" ou "dinheiro por passaporte"), residência por investimento ("visto dourado" ou "visto gold") ou uma opção híbrida com residência por investimento seguida de nacionalidade por investimento acelerada.
Os candidatos ao programa devem geralmente cumprir vários critérios de qualificação. O investimento pode assumir diversas formas, incluindo uma grande contribuição não reembolsáveis para fundos públicos governamentais, construção de grandes unidades habitacionais, industriais ou comerciais (por exemplo, em projetos específicos sancionados pelo governo), grande investimento num negócio produtivo qualificado (por exemplo, num setor específico), e criação de um número elevado de postos de trabalho. A maioria destes programas está estruturada de forma a garantir que o investimento contribui para o bem-estar social, redução das desigualdades, progresso e desenvolvimento económico do país no qual o investidor procura a residência e, regra geral, visam mais uma efetiva contribuição financeira não reembolsável do que simplesmente um investimento pessoal.
Um número crescente de países oferece programas de investidores imigrantes, sendo que aproximadamente um quarto de todos os países emitiram estes vistos em 2015.

## Programas de Residência por Investimento
Os programas de Residência por Investimento permitem a um candidato obter um visto de residência temporária num país através de um investimento, como uma grande contribuição não reembolsáveis para fundos públicos governamentais ou um grande investimento num negócio produtivo qualificado. Estes programas são frequentemente conhecidos como "vistos dourados". Os programas, por si só, não permitem ao candidato obter a residência permanente. No entanto, a pessoa pode eventualmente solicitar a residência permanente utilizando os procedimentos padrão após residir no país durante o período necessário.
Muitos utilizadores destes programas são cidadãos chineses e russos ricos que procuram segurança jurídica e uma melhor qualidade de vida fora do seu país de origem. Os vistos dourados têm sido especialmente populares entre os cidadãos chineses, dos quais mais de 100.000 os adquiriram entre 2007 e 2016. Em 2015, a maioria dos vistos dourados foram emitidos para cidadãos chineses.
Vários governos oferecem estes programas, incluindo a Abecásia, Austrália, Brasil, Grécia, Hong Kong, Malta, Mónaco, Nova Zelândia, Singapura, Espanha, Ucrânia, Emirados Árabes Unidos e Estados Unidos.

### Em operação

#### Belize
O Belize oferece um programa de residência para investidores com um investimento em setores produtivos de 250.000 dólares e, após 5 anos, o indivíduo torna-se elegível para a residência permanente belizenha, que oferece um passaporte da Comunidade do Caribe (CARICOM) para viagens.

#### Grécia
Introduzido em 2013, o programa Visto Dourado da Grécia oferece residência a cidadãos terceiros de fora do EEE em troca de investimentos diretos específicos em empresas de setores produtivos ou instrumentos financeiros, como incentivo para atrair fluxos de capital internacionais. O programa exigia originalmente um investimento mínimo de 250.000 euros em empresas de setores produtivos ou 400.000 euros em obrigações do tesouro ou um depósito bancário na Grécia. Os familiares próximos dos investidores recebem também uma autorização de residência sem requisitos adicionais de investimento, incluindo cônjuge, filhos menores de 21 anos, pais e sogros.
Até fevereiro de 2023, o país tinha emitido 10.105 autorizações de residência para investidores e 18.154 para os seus familiares. A 23 de dezembro de 2022, o programa de Vistos Dourados foi alterado, fixando o visto de 5 anos num mínimo de 500.000€ para investimentos em empresas de setores produtivos em zonas específicas pobres do país, com entrada em vigor a 1 de agosto de 2023.
A partir de setembro de 2024, o Programa de Vistos Dourados revisto da Grécia exige um investimento em empresas de setores produtivos mínimo de 800.000€, exceto em ilhas pobres com menos de 3.100 habitantes, onde o limite é reduzido para metade, para 400.000€. Os investidores estão restritos à compra de um único imóvel habitacional de, pelo menos, 120 metros quadrados e estão impedidos de realizar arrendamentos de curta duração. As violações incorrem numa multa de 50.000€ e na revogação obrigatória de todos os direitos de residência.
O visto concede residência exclusivamente na Grécia e não permite o emprego nem garante a nacionalidade. A naturalização exige dez anos consecutivos de residência fiscal, um exame de naturalização sobre a língua e cultura gregas e, para todos os homens dos 18 aos 45 anos, a conclusão do serviço militar obrigatório da Grécia.
Por comparação, existem outros vistos de residência comuns disponíveis, como para Pessoas Financeiramente Independentes ou Trabalhadores Remotos Freelance (Nómadas Digitais), que têm um requisito de rendimento menor, com obrigação de contratação do seguro de saúde privado, e que não envolvem tanto investimento.

#### Hungria
O investimento de 155.000 € na construção de unidades habitacionais, industriais ou comerciais na Hungria ou a criação de uma empresa local para prestar serviços ou comercializar bens concede ao investidor uma autorização de residência temporária para si e para a sua família. O investimento residencial pode conceder uma autorização de residência com a duração de 5 anos e a via empresarial, 3 anos. Estes vistos são renováveis. 3 anos de residência contínua permitem a candidatura a uma autorização de residência permanente. Dez anos de residência e a aprovação num exame de naturalização sobre a língua e cultura húngaras abrem a oportunidade de adquirir a nacionalidade e um passaporte húngaro.

#### Itália
Uma autorização de residência temporária de dois anos da Itália é obtida com investimento num setor produtivo nacional ou doação ao estado de 1.000.000 €. Investimentos de 250.000 € numa start-up, 500.000 € numa empresa italiana ou 2.000.000 € em obrigações do Estado. Prorrogável por períodos de três anos e, após 10 anos, pode ser elegível para a candidatura à nacionalidade, após aprovação num exame de naturalização sobre a língua e cultura italianas.

#### Letónia
Um investimento de 50.000 euros numa empresa da Letónia, desde que a empresa pague pelo menos 40.000 euros por ano em impostos, garante ao investidor uma residência de cinco anos após o pagamento de uma taxa única de 10.000 euros ao governo. A residência é renovável ou pode ser convertida em residência permanente após quatro anos de residência. A nacionalidade pode ser obtida ao fim de 10 anos, após aprovação num exame de naturalização.

#### Rússia
A Rússia abriu o seu programa de Visto de Investidor a 31 de dezembro de 2022. Oferece a oportunidade de obter residência permanente na Rússia para o requerente e a sua família direta. Para se candidatar, é necessário patrocinar um projeto social, investir num negócio ou abrir a sua própria empresa. A residência pode ser convertida em nacionalidade ao fim de 10 anos.

#### Espanha
Em 2013, Espanha introduziu o Visto Dourado para Residência com um investimento de 1.000.000 € em empresas espanholas ou 2.000.000 € em títulos de dívida do governo espanhol. Este visto está também disponível para pessoas com um projeto empresarial que dê um contributo significativo para a economia espanhola. O Visto Dourado permite ainda aos seus titulares viajarem livremente de e para Espanha sem estabelecer residência fiscal, desde que visitem o país uma vez por ano para renovar o visto. No entanto, uma vez que o visto em si é considerado equivalente a um cartão de residência, os titulares têm também o direito de viajar dentro do Espaço Schengen com isenção de visto, o que representa uma vantagem considerável para os cidadãos de determinados países que, de outra forma, teriam dificuldades em obter vistos de visitante Schengen.
A 8 de abril de 2024, o primeiro-ministro espanhol Pedro Sánchez anunciou que o seu governo vai terminar o Visto Dourado, mas sem especificar uma data exata para o seu término. A nacionalidade pode ser obtida ao fim de 10 anos.

#### Emirados Árabes Unidos
Os Emirados Árabes Unidos introduziram o sistema de Visto Dourado de 10 anos em 2019. Permite que indivíduos qualificados vivam, estudem e trabalhem nos Emirados Árabes Unidos sem a necessidade de um patrocinador nacional. O programa de vistos de residência oferece diversas possibilidades de residência nos Emirados Árabes Unidos para determinadas categorias de profissionais, tais como médicos, cientistas, profissionais de destaque numa área ou indústria específica e/ou médicos e respetivas famílias. Outros profissionais qualificados incluídos são académicos seniores, especialistas de elite na indústria e na quarta revolução industrial, especialistas na indústria da saúde e da educação.
Os titulares do Visto Dourado podem patrocinar outras pessoas, incluindo o cônjuge, os filhos e a equipa de apoio. O visto pode ser renovado se os critérios exigidos forem cumpridos. Ao contrário de outros programas de Visto Dourado, que exigem que o titular do visto mantenha um período de permanência no país, o Visto Dourado dos Emirados Árabes Unidos não tem restrições quanto ao período máximo de permanência fora dos Emirados Árabes Unidos para manter a validade do visto.
O Visto Dourado dos Emirados Árabes Unidos custa 136.000 dólares para investidores.

#### Estados Unidos
Os Estados Unidos têm dois programas de Vistos de Investidor principais: os vistos E-2 e EB-5.
- Visto EB-5 (Green Card)

O programa de vistos EB-5 é gerido pelo Serviço de Cidadania e Imigração dos EUA (U.S. Citizenship and Immigration Services, USCIS). Os candidatos aprovados e os seus familiares podem solicitar o Green Card.
O programa de vistos EB-5, também conhecido como programa Golden Visa, exige que os candidatos invistam entre 900.000 e 1,8 milhões de dólares, dependendo da localização do projeto, e exige a criação ou preservação de pelo menos 10 postos de trabalho.
Existe um limite anual de 10.000 pedidos no programa EB-5. O programa visa incentivar o investimento estrangeiro em projetos de infra-estruturas, particularmente em Áreas de Emprego Alvo (Targeted Employment Areas, TEA) com elevada taxa de desemprego. Os fundos são canalizados através de empresas conhecidas como centros regionais, atualmente designadas apenas pelo Departamento de Segurança Interna dos EUA. Um exemplo de um projeto é um empreendimento de 200 milhões de dólares da Pennsylvania Turnpike Commission.
Em março de 2022, o programa EB-5 foi reformulado com a aprovação de uma nova legislação denominada Lei de Reforma e Integridade do EB-5 (EB-5 Reform and Integrity Act, RIA). Foram introduzidas alterações positivas pela RIA para aumentar a atratividade do programa. A RIA permite o depósito simultâneo, o que permite aos investidores residir e trabalhar nos EUA enquanto aguardam a adjudicação dos seus pedidos EB-5.
- E-2 (não imigrante)

O programa de vistos E-2 para investidores permite que cidadãos estrangeiros de países com tratados específicos invistam numa startup, comprem um negócio ou uma franquia (franchising) para residir legalmente nos EUA.
O prazo inicial do visto varia entre três meses e cinco anos, dependendo do calendário de reciprocidade dos EUA com o país terceiro de nacionalidade do requerente. O visto E-2 pode ser renovado indefinidamente e é possível ao investidor alterar o seu estatuto legal para um Green Card (por exemplo, EB-1A, EB-2, EB-3 ou EB-5). O investidor com visto E-2 deve comprometer-se a investir um montante substancial (geralmente 100.000 dólares) e a criar empregos nos EUA (geralmente 2 ou mais). A maioria dos investimentos abaixo dos 200.000 dólares exige que o investidor trabalhe mais de 40 horas por semana na empresa, pelo menos durante os primeiros 12 a 18 meses.
De acordo com as recentes alterações à regulamentação dos EUA, os indivíduos portadores de passaporte de um país signatário do tratado devem residir no país por um período de três anos antes de serem elegíveis para solicitar o visto de investidor E-2. Esta alteração foi introduzida porque os investidores que não eram dos países signatários do tratado estavam a contornar as regras, ao tentar obter primeiro a nacionalidade num dos países signatários para se tornarem depois elegíveis para o programa de vistos E-2.

### Encerrados

#### Canadá
O Canadá possuía historicamente um Programa Nacional de Investidores Imigrantes Canadianos (Canadian Immigrant Investor Program) desde 1986, mas este foi suspenso em 2014. A maioria dos candidatos eram chineses, que preferiam estabelecer-se na costa do Pacífico. O programa tem sido associado à falta de acessibilidade à habitação em Vancouver.
O Quebeque mantém o seu próprio programa, também estabelecido em 1986 – o Programa de Investidores Imigrantes do Quebeque – uma vez que a província tem o direito de definir a sua própria política de imigração devido a um acordo legal com o governo federal. O programa foi suspenso entre 2019 e 2024 pela província, alegando problemas com a "integridade" do programa e a baixa taxa de retenção. Em 2024, o governo reabriu o programa reformado, que impõe requisitos financeiros mais rigorosos e exige que os candidatos sejam fluentes em francês, excluindo a maioria dos potenciais investidores.

#### Irlanda
Introduzido em 2012, o "Immigrant Investor Program" (IIP) oferecia uma autorização de residência a cidadãos de países terceiros não pertencentes ao EEE com base em investimentos a longo prazo em empresas, fundos públicos governamentais, ou organizações sem fins lucrativos na República da Irlanda. Não oferecia residência de longa duração na Irlanda, mas podia ser prorrogada a cada poucos anos por um período indeterminado.
O IIP foi encerrado no início de 2023. Desde 2012, o programa já angariou 1,17 mil milhões de euros para a Irlanda. A maioria dos investimentos foi feita por cidadãos chineses.

#### Reino Unido
O Reino Unido tinha um programa conhecido como visto Tier 1 (Investor), que foi aberto aos candidatos em 2008. Os candidatos eram obrigados a investir 2 milhões de libras ou mais no Reino Unido e a cumprir outros critérios de elegibilidade. Os titulares do visto podiam residir no Reino Unido durante um máximo de 3 anos e 4 meses, com a possibilidade de solicitar uma prorrogação de mais 2 anos. O titular do visto podia solicitar a residência permanente após 5 anos ou menos; quanto maior for o investimento, menor será o período de espera. De acordo com o Ministério do Interior, foram atribuídos 255 vistos deste tipo no primeiro semestre de 2019.
O programa de vistos Tier 1 (Investidor) foi encerrado para novos requerentes a 17 de fevereiro de 2022.

## Programas híbridos de residência-nacionalidade
Os programas híbridos residência-nacionalidade permitem aos candidatos obter primeiro a residência e, após um período de residência mais acelerado do que o período ordinário, obter a nacionalidade, após o cumprimento dos vários requisitos obrigatórios, como a aprovação num exame de naturalização, o cumprimento do serviço militar obrigatório, ou um juramento de nacionalidade em sessão pública no município da residência permanente.
Este tipo de programa foi oferecido por vários países, incluindo a Bulgária, Hungria, Maurícia e Samoa.
- O programa da Bulgária permite que uma empresa, ou parte de uma empresa, seja trazida para o país, ou que crie uma nova empresa que empregue pelo menos 10 pessoas locais, ou que invista em negócios industriais ou comerciais, solicite um visto de classe D e residência na Bulgária.[44]
- O programa da Hungria exigia a compra de 300.000 € em títulos do governo sem juros, reembolsáveis em 5 anos, mais uma taxa única de 60.000 € para o requerente, que cobria todos os membros da família. O visto de 5 anos era renovável sem custos adicionais e a nacionalidade podia ser solicitada ao fim de 10 anos. Aberto em 2013, foi encerrado em 2017.[45]
- Na Maurícia, um investidor precisa de investir uma grande contribuição não reembolsável para fundos públicos governamentais, ou um investimento de dez anos numa escolha de negócios em setores qualificados da produção industrial, comercial ou agrícola.[46]

## Controvérsia
A venda de passaportes e "vistos dourados" gerou polémica em vários países. Algumas das críticas incluem dúvidas sobre os benefícios económicos, bem como problemas de segurança nacional. Um estudo de 2023 concluiu que os programas de residência por investimento aumentam a evasão fiscal.
Os vistos dourados foram criticados pelos eurodeputados do Parlamento Europeu por desfavorecerem o conceito de nacionalidade e, em 2014, o Parlamento Europeu aprovou uma resolução não vinculativa que determinava que um passaporte da UE não deveria ter um preço.
Os escândalos de branqueamento de capitais envolvendo bancos em Malta e na Letónia tornaram estes programas mais controversos, ao chamarem a atenção para a falta de controlo sobre a entrada de fundos russos nos países da UE.
Após a invasão russa da Ucrânia em 2022, a Administração de Biden, nos EUA, descreveu os programas de passaportes dourados como uma brecha para os russos ricos contornarem as sanções.
Em 2023, os problemas de segurança levaram o Reino Unido a retirar a isenção de visto à Dominica, Honduras, Namíbia, Timor-Leste e Vanuatu, alegando “abuso claro e evidente do sistema, incluindo a concessão de cidadania a indivíduos que se sabe representarem um risco elevado de segurança para o Reino Unido”.
Em 2023, a Comissão Europeia propôs a revisão das regras sobre isenção de vistos para os países com programas de passaporte dourado. Em 2024, o Conselho Europeu concordou com um projeto de regulamento que atualizou um mecanismo para suspender o acesso sem visto para "países terceiros", o que inclui a operação de um programa de nacionalidade para investidores como fundamento válido para a suspensão do acesso sem visto.

## Reforma
Os países das Caraíbas Orientais propuseram um projeto para impor regras mais rigorosas ao programa de Residência por Investimento em junho de 2025. Pela primeira vez, os requerentes devem permanecer pelo menos 30 dias no primeiro ano de um período de cinco anos nos países relacionados após a obtenção da nacionalidade, caso contrário, a nacionalidade é cancelada. Outras novas regras incluem novos requisitos para as atividades de integração com a sociedade local realizadas pelos candidatos, sendo também introduzido um sistema de quotas.